# Billbergia pohliana
Billbergia pohliana är en gräsväxtart som beskrevs av Carl Christian Mez. Billbergia pohliana ingår i släktet Billbergia och familjen Bromeliaceae. Inga underarter finns listade i Catalogue of Life.